# Žamila Kolonomos
Žamila Andžela Kolonomos, (nome da combattente: Cveta o Tsveta) (Monastir, 18 giugno 1922 – Skopje, 18 giugno 2013), è stata una scrittrice, partigiana e accademica macedone, attivista politica ebrea sefardita in quella che oggi è la Macedonia del Nord.
Durante la seconda guerra mondiale nella Macedonia del Vardar, Kolonomos si unì alla resistenza comunista jugoslava. Dopo la guerra, si rese conto che tutta la sua famiglia era stata uccisa in un campo di sterminio. In seguito divenne professoressa all'Università dei Ss. Cirillo e Metodio di Skopje e lavorò per preservare l'identità della comunità ebraica del paese. Attraverso le sue pubblicazioni accademiche e le sue memorie, ha svolto un ruolo significativo nella formazione dell'eredità dell'Olocausto nel paese.

## Biografia
Žamila Kolonomos (il suo nome è stato scritto anche come Zhamila, Jamila e Djamila) nacque il 18 giugno 1922 a Monastir (oggi Bitola, Macedonia del Nord) da genitori ebrei. Crebbe nella comunità ebraica della città, dove suo padre era un manager nella filiale locale della Banque Franco-Serbe (Banca franco-serba). I suoi genitori, Isak ed Esterina Fransez Kolonomos, ebbero cinque figli. Suo padre discendeva da ebrei romanioti di Ioannina, nell'attuale Grecia. La famiglia Kolonomos aveva probabilmente risieduto nell'area durante il dominio romano e successivamente bizantino. All'inizio del XX secolo, tre fratelli della famiglia si stabilirono a Monastir, sede di un'attiva comunità sefardita. La sua famiglia era un'importante famiglia di banchieri e commercianti. La famiglia Kolonomos non era molto religiosa, anche se celebrava le feste ebraiche.  Vivendo in una regione multiculturale, la famiglia parlava ladino, greco, francese, serbo e turco.
Durante l'adolescenza, Kolonomos studiò alla scuola francese di Bitola, a partire dal 1940. Era un membro dell'organizzazione giovanile socialista-sionista Hashomer Hatzair (La Giovane Guardia).

## Seconda guerra mondiale
Nel 1941, le potenze dell'Asse occuparono la Macedonia del Vardar, compresa Monastir. Dopo l'occupazione di Monastir il 9 aprile 1941, le autorità tedesche proibirono le attività di Hashomer Hatzair e di altri movimenti giovanili. Nello stesso mese le autorità bulgare attuarono la legge per la protezione della nazione e altre norme antiebraiche. All'età di 19 anni, poco dopo l'inizio dell'occupazione, Kolonomos si unì alla resistenza comunista jugoslava contro l'occupazione dell'Asse. Suo padre la incoraggiò, sua madre era morta all'inizio di quell'anno per una malattia cardiaca. Žamila Kolonomos era già stata coinvolta in sforzi antifascisti attraverso Hashomer Hatzair, fabbricando scarpe per i resistenti e contribuendo a fondare gruppi di resistenza clandestini per donne e giovani. Nell'aprile del 1942 entrò a far parte del Partito Comunista di Jugoslavia.

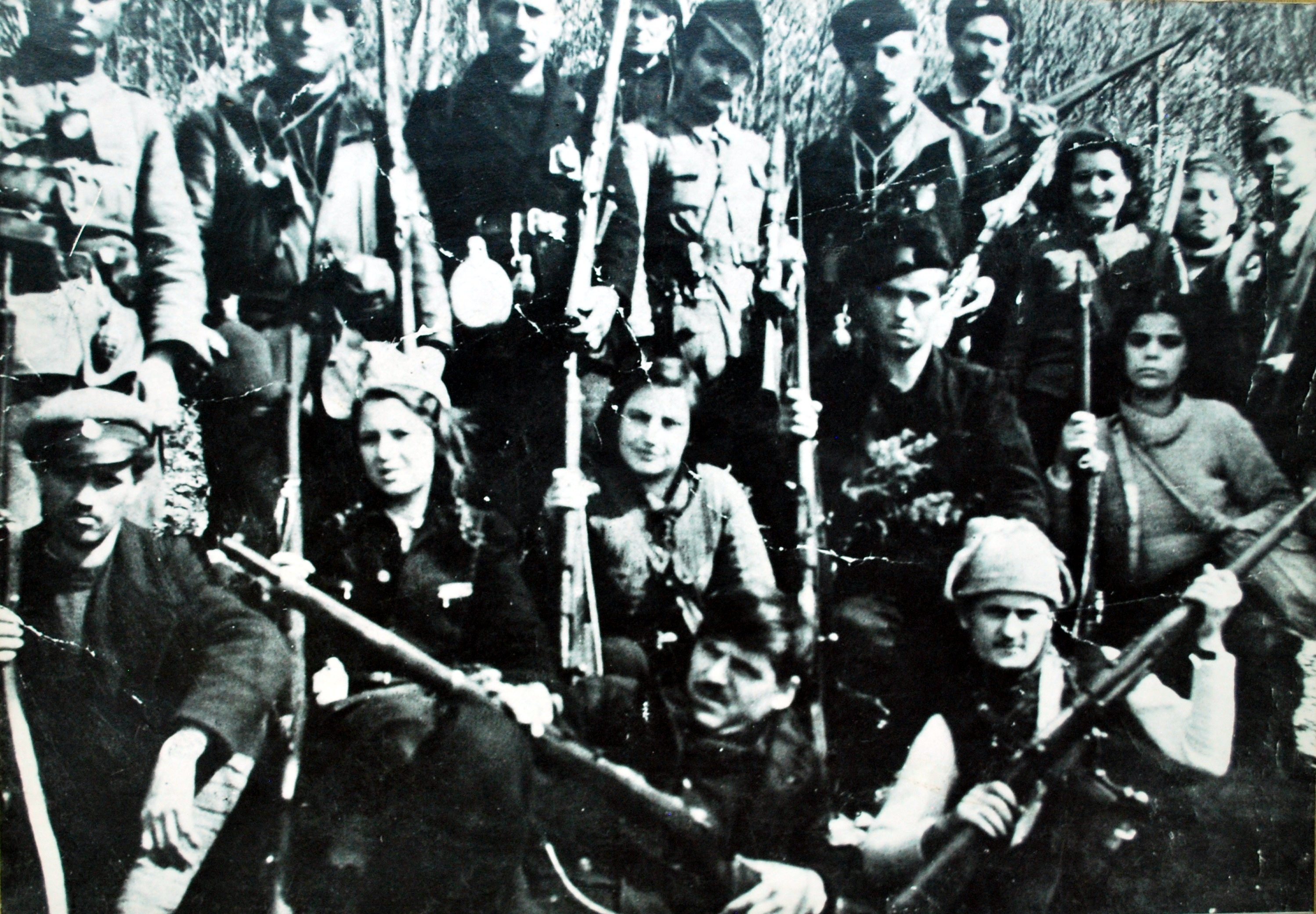
Žamila Kolonomos (al centro) con i combattenti del distaccamento Dame Gruev in Macedonia durante la seconda guerra mondiale

Quando gli ebrei di Monastir furono radunati e deportati dalle autorità bulgare l'11 marzo 1943, Kolonomos e molti altri resistenti ebrei come Estreya Ovadya, Adela Feradji, Stela Levi e Rosa Kamhi riuscirono a fuggire nascondendosi in un chiosco di sigarette, appartenente a un membro della resistenza antifascista, Stojan-Bogoja Siljanovski (Стојан Силјановски). Il mese successivo fuggì dalla città e si unì al distaccamento di Dame Gruev dei partigiani macedoni. Dopo essersi unita al distaccamento combatté contro le truppe bulgare nei villaggi. Secondo lei, ebbero scontri anche con tedeschi e italiani. Curò anche il giornale del distaccamento.  La comunità ebraica di Monastir fu quasi completamente spazzata via. Kolonomos perse 18 membri della sua famiglia, tra cui suo padre, i nonni e i fratelli, che erano stati mandati nel campo di sterminio di Treblinka.  Fu l'unico membro della sua famiglia a sopravvivere all'Olocausto.
Combattendo sotto il nome di guerra Cveta, alla fine raggiunse il grado di commissario per diversi battaglioni, quindi divenne vice commissario della Prima Brigata Macedone e della 42ª Divisione jugoslava. Dopo essere quasi morta di fame nell'inverno del 1943-1944, Kolonomos fu colpita dall'esplosione di una granata e ferita alla schiena durante la battaglia per Debar nell'agosto successivo. Sopravvisse e la Macedonia del Vardar fu completamente liberata nel novembre 1944.

## Dopoguerra
Dopo la liberazione della Macedonia, nel dicembre 1944 sposò il partigiano Čede Filipovski Dame, che le aveva salvato la vita in diverse occasioni.  Morì in un incidente motociclistico nel giugno 1945; un mese dopo Kolonomos dette alla luce la loro figlia, Mira.
Si trasferì nella capitale, Skopje, alla fine del 1945, dopo aver appreso della morte dei suoi familiari. Cominciò a studiare per diventare professoressa all'Università dei Santi Cirillo e Metodio e lavorò per preservare la lingua Sefrad e la storia della comunità ebraica del paese. A Skopje sposò nel giugno 1947 un altro ex partigiano, Avram Sadikario (Аврам Садикарио), anch'egli sopravvissuto all'occupazione di Bitola. La coppia ha avuto un figlio, Samuel, ed è stata sposata fino alla sua morte nel 2007.  Tuttavia, la tragedia la colpì di nuovo nel 1963 quando Kolonomos perse la figlia diciottenne, Mira, nel terremoto di Skopje.
Negli anni successivi alla guerra, ricevette diverse medaglie nazionali in riconoscimento del suo servizio in tempo di guerra nella resistenza, tra cui la Medaglia Commemorativa dei Partigiani del 1941. Continuò ad essere coinvolta nell'attivismo politico, anche attraverso l'Alleanza della Resistenza Jugoslava, l'Unione per la Protezione dell'Infanzia della Macedonia e l'Alleanza delle Donne Antifasciste della Macedonia. È stata presidente dell'Unione delle associazioni femminili, dell'Unione dei veterani di guerra e di vari altri gruppi. Kolonomos divenne anche membro del Comitato Centrale del Partito Comunista di Macedonia nel 1948. Nel 1956 si recò in Cina in una delegazione per rappresentare la Jugoslavia, incontrando Mao Zedong. Kolonomos è stata deputata all'Assemblea Nazionale della Repubblica Socialista di Macedonia, e membro del Consiglio della Repubblica di Macedonia fino al suo pensionamento.

## Carriera accademica
Kolonomos conseguì un dottorato in ladino presso l'Università dei Ss. Cirillo e Metodio di Skopje nel 1961, diventando professore emerito della Facoltà di Filosofia nel dipartimento di filologia romanza nel 1962. In questo periodo studiò anche alla Sorbona a Parigi.
Ha scritto e curato vari articoli e libri sulla storia della regione, sul ladino e sulla resistenza jugoslavo-macedone durante la seconda guerra mondiale. Tra questi, Gli ebrei in Macedonia durante la seconda guerra mondiale (1941-1945), pubblicato originariamente nel 1986 in macedone, scritto insieme a Vera Veskoviḱ-Vangeli.
Negli anni '70 pubblicò due raccolte sulla lingua, la cultura e la storia ebraica sefardita: Poslovice i izreke sefardskih Jevreja Bosne i Hercegovine (Proverbi e detti degli ebrei sefarditi di Bosnia ed Erzegovina), sulla Bosnia ed Erzegovina, e Poslovice, izreke i priče sefardskih Jevreja Makedonije (Proverbi, detti e racconti degli ebrei sefarditi di Macedonia), sulla Macedonia. Racconti di animali (tra cui cinque da Skopje e due da Monastir) sono presenti in quest'ultima opera. Fu l'unica collezionista macedone sefardita del patrimonio linguistico e culturale degli ebrei macedoni in questo periodo.
Il suo libro di memorie del 2006 Monastir sin Djudios è stato pubblicato in traduzione inglese con il titolo Monastir Without Jews: Recollections of a Jewish Partisan in Macedonia nel 2008. In seguito il suo libro di memorie del 2007 sulla resistenza Dviženjeto na otporot i Evreite od Makedonija è stato tradotto in inglese nel 2013 con il titolo The Resistance Movement and the Jews From Macedonia. I suoi libri sono stati spesso pubblicati sia in ladino che in macedone.

## Morte
Žamila Kolonomos morì a Skopje il 18 giugno 2013, all'età di 91 anni. Il suo lavoro rappresenta uno dei pochi resoconti di prima mano della vita ebraica e dell'Olocausto in quella che oggi è la Macedonia del Nord. Una collezione delle sue fotografie, documenti, medaglie e altri oggetti è conservata presso lo United States Holocaust Memorial Museum.

## Opere
- 1976 - Poslovice i izreke sefardskih Jevreja Bosne i Hercegovine (Proverbi e detti degli ebrei sefarditi di Bosnia ed Erzegovina)
- 1978 - Poslovice, izreke i priče sefardskih Jevreja Makedonije (Proverbi, detti e racconti degli ebrei sefarditi della Macedonia)
- 1986 - (con Vera Veskoviḱ-Vangeli) Evreite vo Makedonija vo Vtorata svetska vojna, 1941-1945 (Gli ebrei in Macedonia durante la seconda guerra mondiale (1941-1945))
- 1995 - Sefardski odglasi: Studii i sekavanyaza evreite od Makedoniya (Echi sefarditi: studi e memorie sugli ebrei della Macedonia),
- 2006 - Monastir sin Djudios (Monastir senza ebrei)
- 2007 - Dviženjeto na otporot i Evreite od Makedonija (Il movimento di resistenza e gli ebrei della Macedonia)

## Onorificenze
Ordine del Coraggio (1947)
 Ordine della Stella Partigiana (1952)
 Ordine della Fratellanza e dell'Unità (1950)
 Ordine dei Meriti per il Popolo (1975)